# Gianluca Gaudino
Gianluca Gaudino (nascut l'11 de novembre de 1996) és un futbolista alemany que juga actualment a l'Alemannia Aachen.